# حركة تقدم مدغشقر
حركة تقدم مدغشقر هي حزب سياسي في مدغشقر. رئيس الحزب هو ماناندافي راكوتونيرينا.
تأسس الحزب في 27 ديسمبر 1972 باسم حزب القوة البروليتارية. في ذلك الوقت كان الحزب هو المعارضة اليسارية للنظام العسكري الذي تولى السلطة في نفس العام. وظل في المعارضة خلال نظام راتسيراكا وكان جزءًا من الحركة التي أجبرته على التخلي عن سلطته في عام 1991. كما دعم الحزب مارك رافالومانانا ضد راتسيراكا في الانتخابات الرئاسية في ديسمبر 2001 وساعد في إقناعه بعدم قبول النتيجة الرسمية الأولى وإعلان نفسه الفائز.
تحول الحزب إلى الليبرالية وغير اسمه. وهي الآن عضو مراقب في الأممية الليبرالية، التي انضم إليها في مؤتمر مراكش عام 2006.  منذ انتخابات الجمعية الوطنية في 23 سبتمبر 2007 لم يعد ممثلا في البرلمان 

## روابط خارجية
- Mpitolona ho amin'ny fandrosoan'ny Madagasikara